# Cercle Gaulois
De Cercle Gaulois, voluit Cercle Royal Gaulois Artistique et Littéraire ('Koninklijke Gallische Artistieke en Literaire Kring'), is een Franstalige club in Brussel. De club is ontstaan in 1951 uit de samensmelting van twee oudere verenigingen, de Cercle Artistique et Littéraire en de Cercle Royal Gaulois.

## Ontstaan, doel en activiteiten
De Cercle Royal Gaulois, Artistique et Littéraire is een club die beoogt diplomaten, politici, wetenschappers, juristen, ondernemers, kunstenaars bij elkaar te brengen om te eten te drinken of deel te nemen aan een van de activiteiten van de club, zoals tentoonstellingen, concerten, lezingen en gala-avonden.
De geschiedenis van de Cercle gaat terug tot 1840. Toen werd Cercle des Arts opgericht door graveerder Paul Lauters en componist Léon Jouret. Deze was na 1844 gehuisvest in het huis van Charles Auguste de Bériot, een violist, het huidige gemeentehuis, en kwam naar verluidt voor het eerst samen in Café des Boulevards, op de Place des Nations, nu het Rogierplein, in Sint-Joost-ten-Node. In 1847 ontstond de Cercle Artistique et Littéraire, opgericht door een aantal vooraanstaande figuren zoals astronoom Adolphe Quételet. In 1911 ontstond de mede door advocaat Edouard Huysmans opgerichte Cercle de la Toison d’Or, die in 1919 Cercle Gaulois ging heten met in 1937 de toevoeging ‘Royal’. In 1951 gingen de kringen samen en kregen ze de huidige naam, Cercle Royal Gaulois Artistique et Littéraire.
De Cercle Gaulois onderhoudt nauwe contacten met vele andere kringen in België en daarbuiten.

## Locaties
- Koninginnegalerij 10
- Broodhuis
- Vauxhall (Brussel)

## Voorzitters (selectie)
Enkele bekende voorzitters:
- 1848: Adolphe Quetelet
- 1853: Eugène Simonis
- 1855: Charles Rogier
- 1894: Emile De Mot
- 1910: Adolphe Max
- 1931: Paul Saintenoy
- 1937: Jacques Willems

## Voetnoten
1. ↑  Lijst van voorzitters, Cercle Gaulois (bezocht 6 december 2017)